# Chersodromia longicornis
Chersodromia longicornis är en tvåvingeart som beskrevs av Charles Howard Curran 1931. Chersodromia longicornis ingår i släktet Chersodromia och familjen puckeldansflugor. Inga underarter finns listade i Catalogue of Life.